# Synclera jarbusalis
Synclera jarbusalis is een vlinder uit de familie van de grasmotten (Crambidae), uit de onderfamilie van de Spilomelinae. De wetenschappelijke naam van deze soort is voor het eerst voorgesteld als Samea jarbusalis door Francis Walker in een publicatie uit 1859.
De soort komt voor in het zuiden van de Verenigde Staten, Cuba, Haïti, de Dominicaanse Republiek, Puerto Rico, Mexico, Honduras, Costa Rica, Panama en Argentinië.